# Gimnàstica als Jocs Olímpics d'estiu de 1904
Als Jocs Olímpics de 1904 es disputaren onze proves de gimnàstica masculines.
El programa de competició de gimnàstica del 1904 fou una mica confús. Les proves s'allargaren durant diversos mesos. El Comitè Olímpic Internacional considera dues proves com a oficials.
- International Turners' Championship disputat l'1 i el 2 de juliol i que incloïa el concurs complet, el triatló i les proves per equips.
- Olympic Gymnastics Championships disputat el 29 d'octubre i que va incloure 7 proves individuals per aparells i la prova combinada.

El concurs complet fou una combinació de la competició del triatló gimnàstic i el triatló atlètic. La competició per equips fou una combinació de les puntuacions del concurs individual complet. Els concursos de barres paral·leles, barra horitzontal, salt de cavall, i cavall amb arcs sumaren les puntuacions per establir el marcador de la combinada.

## Resum de medalles
| Prova                       | Or | Argent | Bronze |
| Concurs complet detalls     | Julius Lenhart | Wilhelm Weber | Adolf Spinnler |
| Combinada detalls           | Anton Heida | George Eyser | William Merz |
| Triatló detalls             | Adolf Spinnler | Julius Lenhart | Wilhelm Weber |
| Equips detalls              | Estats Units Philadelphia TurngemeindeJohn Grieb Anton Heida Max Hess Philip Kassel Julius Lenhart Ernst Reckeweg | Estats Units New York TurnvereinEmil Beyer John Bissinger Arthur Rosenkampff Julian Schmitz Otto Steffen Max Wolf | Estats Units Central Turnverein, ChicagoJohn Duha Charles Krause George Mayer Robert Maysack Philip Schuster Edward Siegler |
| Barres paral·leles detalls  | George Eyser | Anton Heida | John Duha |
| Barra fixa detalls          | Anton Heida | Cap atorgada | George Eyser |
| Barra fixa detalls          | Edward Hennig | Cap atorgada | George Eyser |
| Salt sobre cavall detalls   | George Eyser | Cap atorgada | William Merz |
| Salt sobre cavall detalls   | Anton Heida | Cap atorgada | William Merz |
| Cavall amb arcs detalls     | Anton Heida | George Eyser | William Merz |
| Anelles detalls             | Herman Glass | William Merz | Emil Voigt |
| Escalada de corda detalls   | George Eyser | Charles Krause | Emil Voigt |
| Exercicis amb maces detalls | Edward Hennig | Emil Voigt | Ralph Wilson |

## Medaller
| Posició | País         | Or | Argent | Bronze | Total |
| 1       | Estats Units | 12 | 8      | 9      | 29    |
| 2       | Suïssa       | 1  | 0      | 1      | 2     |
| 3       | Alemanya     | 0  | 1      | 1      | 2     |